# Epic Music
Epic Music («Música épica» en español) o Epicore es un género musical moderno de tipo clásico derivado de un gran número de géneros musicales. El género se caracteriza principalmente por las emociones que evoca en el oyente, razón por la cual muchas veces la comunidad suele interpretar ciertas canciones de los géneros como el trailer music o la música para videojuegos como "épicas", al tratarse de producciones que generan fuertes sensaciones que pueden ir de lo eufórico a lo dramático o hasta incluso de la alegría al terror. Este género musical, por lo tanto, alberga una vasta cantidad de posibilidades, ya que no se cierra en un solo tipo de sensación a generar, sino que busca que eso que se evoque sea realmente impactante para quien lo oiga.

## Historia
Las primeras compañías de música de tráiler, las que luego serían productoras de música épica, fueron creadas en la década de los 90 (1990). La compañía pionera fue immediate music en 1993, desde ese entonces hasta 2010 muchos álbumes y pistas musicales fueron creados, aunque solo estaban disponibles a los clientes de la compañía y a la industria cinematográfica. Hasta el día de hoy, muy pocos de estos álbumes y pistas musicales han sido distribuidos al público de manera oficial e ilegal por medio de las redes sociales y/o otras plataformas en internet. Alrededor de los años 2005-2010 algunos compositores lograron obtener fama por la primera vez debido a que sus canciones fueron usadas en eventos de gran relevancia como los juegos olímpicos y muchas películas para cuyos tráileres han compuesto.
El género fue denominado "epic" por su comunidad  cuando finalmente los artistas sacaron a la luz sus álbumes. La primera compañía en lanzar un álbum de epic music fue Globus (Epicon) seguido por Immediate music (Trailerhead) en 2008, más tarde también Nu Epiq, fue esto y las solicitudes de muchos fanes que motivaron a Two Steps from Hell a que lanzaran su primer álbum público (Invincible), actualmente la música épica ha tenido mayor acogida por parte del público, popularizandose cada vez más desde los años más recientes.
Estos compositores/compañías demostraron que darle publicidad a la música, la cual estaba siendo vagamente referida como música Tráiler y de filme, funcionaba y además había audiencia para ello. Resultando en el lanzamiento de más álbumes al público, la comunidad siguió creciendo desde entonces, alcanzado proporciones astronómicas.

### Actualidad
Separándole del género Trailer Music, la Epic Music es un género independiente que produce numerosas canciones que son usados en los tráileres. Si un compositor hace un álbum público por la primera vez, la comunidad decidirá cual de sus canciones serán consideradas como tales épicas, así de simple, aunque la gente a la que le gusta la epic music también tiende a gustar de la música tráiler y de filme debido a sus muchas similitudes, la comunidad puede ser muy buena distinguiendo a los tres géneros. La epic music ha probado ser igual a la musicia de piano o neoclásica, sin embargo no lo es.
Desde que la música épica evolucionó a ser un género en crecimiento, muchos grandes compositores han encontrado un hogar en la epic music durante los últimos años, pero no solo los compositores dependen económicamente de hacer canciones, Youtube y sus canales de promoción han hecho despegar el negocio, creando corto/largometrages, mezclas, y pistas de promoción. Estos canales se llaman EMCes (epic music channels).

## Categorías
He aquí los estilos más comunes usados en las canciones de música épica; una pista puede consistir de varios estilos. Estos estilos son más descriptivos que diferentes categorías.

### Vocal
Una canción en la que hay al menos un vocalista principal, o que contienen mulltiples voces que ocupen la mayoría de la pista. Cualquier pista puede ser vocal, desde emocional hasta de horror. Un ejemplo de una canción vocal es: Extreme Music - Bring Me Back To Life

### Mundial
Mundial es como el nombre moderno de folclore. Este estilo contiene música cultural o tradicional como celta, nórdica/vikinga y pirata (refiriéndose a piratas con sus hazañas). De cualquier modo son distintos de la music tradicional. Por ejemplo, Adrian von Ziegler es uno de los más famosos compositores de música celta, pero pocas de sus canciones son consideradas épicas. Gracias a este tipo de epic music, esta zona se ha vuelto un lugar para compositores de estos estilos que son relativamente desconocidos, he aquí un par de ejemplos: Epic Celtic Music Mix - Most Powerful & Beautiful Celtic Music, Vol. 1

### Híbrido/Rock
Híbrido significa que los géneros se mezclan como ocurre en el género de crossover. Pistas que tengan esta marca de híbrido suenan parecido a la música electrónica bailable o cualquier variante de la electrónica pero están especialmente diseñados para ser parte del género de epic music, ya que implementaron ciertas sensaciones/emociones. Se dice que el rock es el género más clásico comparado con el resto de los modernos, la cual es la razón por la que se ajusta a la epic music. debido a la poderoso arreglo de ambos estilos, el híbrido y el rock van de la mano como en esta popular canción Les Friction - World On Fire

### Otros (Orquestral/Coral)
Cierta parte de la epic music no puede ser clasificada fácilmente, y son comúnmente descritos por las emociones y sensaciones que generan, tales como: emocional, motivadora, poderosa, dramática, inspiradora, acción, aventura, heroica o triste. Nombres como horror, masiva, latente, intensa, legendaria, vengativa, maravillante, fantasía o magistral también pueden referirse a estados de animo. Una canción ejemplar es Two Steps From hell - Victory

## Compositores épicos
Ésta es una lista incompleta de productores/compositores de Epic music, muchos de estos compositores/compañías se han autodenominado "propietarios" de Epic music, con eslóganes del tipo "el hogar de la epic music", "donde la epic music mora", etc.
| Compositores relevantes | Compositores relevantes | Compositores relevantes | Compositores relevantes | Compositores relevantes | Compositores relevantes | Compositores relevantes                                   |
| --- | --- | --- | --- | --- | --- | --------------------------------------------------------- |
| 8Dawn Music ADN Compositions Aeralie Brighton Alex Pfeffer All Good Things Attila Ats Audiomachine AudioNetwork Axl Rosenberg Brand X Music | BrunuhVille C21 FX Chris Haigh Christian Reindl Chroma Music City Of The Fallen Colossal Trailer Music Confidential Music Corner Stone Cues Daniel Lenz Music | Danny Cocke Dean Valentine Dmitrii Miachin Dylan C. Jones E.S Posthumus Elephant Music Edward Bradshaw Epic North Epic Score Eurielle Future World Music Gareth Coker | Globus Gothic Storm Hans Zimmer Hidden Citizens Hi-Finesse Immediate Music Instrumental Core Ivan Torrent J2 James Paget Jeremiah Pena | Jo Blankenburg Josh Mobley Junkie XL Kevin Riepl Marcin Przybylowics Mark Petrie Nick Murray Nick Phoenix Phantom Power Music Position Music | Q-Factory Really Slow Motion Samuel Kim Music Secession Studios Sonic Librarian Music Sonic Symphony Steve Jablonsky The Spiritual Machines Thomas Adam-Habuda Thomas Bergersen Nino López Tony Anderson | Two Steps From Hell Varien Veigar Margeirsson Zack Hemsey |